# 朝鮮における漢字
朝鮮における漢字（ちょうせんにおけるかんじ）では、朝鮮（大韓民国および朝鮮民主主義人民共和国）で使用される漢字（朝鮮語読み：ハンチャ）について述べる。

## 概要
朝鮮語の語彙には固有語と漢字語があり、古くは固有語に漢字を当てる例もあったが、現代では漢字語のみに漢字が使われる。
一方、現在の大韓民国（韓国）および朝鮮民主主義人民共和国（北朝鮮）では、建国後に両国それぞれが行った漢字廃止政策によりハングル（チョソングル）のみでの言語表記に転換された結果、漢字の使用は韓国では限定的な範囲にまで縮小され、北朝鮮ではほぼ全廃されている。この要因として、言語的な理由がある。朝鮮漢字音が1音節であり、音節文字であるハングル1字で漢字1字を表記でき、日本語の仮名表記と違ってハングル表記によって文字数が増えないことや、現代では日本語の訓読みに相当するものがないこと、などを挙げることができる。なお、日本国内に在住する在日韓国人の間（在日朝鮮語）では現在でも広く使用されている。
漢字廃止政策の前後、または政策実行の程度によって習得率が変わり、つまり韓国での漢字教育（知識・能力）は世代によって異なっている。また、漢字を扱える人であっても“読めても書けない”人が少なくない。
現在、韓国国内で一般的に漢字が使用される場面は、外国人向けの案内を除くと、概ね次の通りである。
- 道路標識や公共交通機関での漢字併記
- ニュースなどにおける国名の漢字略称[注 2]
- 新聞の見出し文字
- 外来語や外国人名（中国語・日本語）で元の字を表記する場合
- 同音異義語があり文脈からの判断が難しい場合
- 日常であまり使われずハングルで意味が読み取りづらい用語（振り漢字）
- 「大」など特定文字を強調したい場合　※これは上記、国名の漢字略称に重複する場合あり。
- 仏教関係・冠婚葬祭など[注 3]
- 法曹関係
- 年月日と曜日の表記
- 看板やロゴでデザイン性を持たせる場合

## 字体
韓国では日本や中華人民共和国（中国）と異なり漢字の簡略化を行っていない。そのため字体は、日本語のいわゆる旧字体、香港・マカオ・台湾、また中国以外の華人コミュニティーで使用される繁体字に近いものが使われている。なお、在日韓国・朝鮮人の間では日本の常用漢字（新字体）が使われることがある。正字・異体字の認定には中国や日本と異なる場合がある。例えば、ペ・ヨンジュン（裵勇浚、韓国の俳優）の「ペ」は韓国では「裵」を正字とするが、中国・中華民国（台湾）では「裴」を正字とし、「裵」を異体字としている。韓国では漢字の標準字体を定めていない。
以下に表がある。
| 韓国 | 標準国語 大辞典 | 靑 | 爲 | 說 | 强 | 都 | 平 | 峯 | 姉 | 絶 | 戲 |
| 日本 | 常用漢字        | 青 | 為 | 説 | 強 | 都 | 平 | 峰 | 姉 | 絶 | 戯 |
| 台湾 | 国字標準 字体   | 青 | 為 | 說 | 強 | 都 | 平 | 峰 | 姊 | 絕 | 戲 |
| 中国 | 繁体字 (新字形) | 青 | 爲 | 説 | 强 | 都 | 平 | 峰 | 姊 | 絶 | 戲 |
| 中国 | 簡体字          | 青 | 为 | 说 | 强 | 都 | 平 | 峰 | 姊 | 绝 | 戏 |

| 韓国 | 標準国語 大辞典 | 隷 | 龜 | 體 | 勝 | 鄕 | 錄 | 沈 | 澁 | 冷 | 次 |
| 日本 | 常用漢字        | 隷 | 亀 | 体 | 勝 | 郷 | 録 | 沈 | 渋 | 冷 | 次 |
| 台湾 | 国字標準 字体   | 隸 | 龜 | 體 | 勝 | 鄉 | 錄 | 沈 | 澀 | 冷 | 次 |
| 中国 | 繁体字 (新字形) | 隸 | 龜 | 體 | 勝 | 鄉 | 録 | 沉 | 澀 | 冷 | 次 |
| 中国 | 簡体字          | 隶 | 龟 | 体 | 胜 | 乡 | 录 | 沉 | 涩 | 冷 | 次 |

| 韓国 | 標準国語 大辞典 | 着 | 圖 | 窓 | 北 | 輸 | 益 | 衆 | 淚 | 豊 | 産 |
| 日本 | 常用漢字        | 着 | 図 | 窓 | 北 | 輸 | 益 | 衆 | 涙 | 豊 | 産 |
| 台湾 | 国字標準 字体   | 著 | 圖 | 窗 | 北 | 輸 | 益 | 眾 | 淚 | 豐 | 產 |
| 中国 | 繁体字 (新字形) | 着 | 圖 | 窗 | 北 | 輸 | 益 | 衆 | 淚 | 豐 | 産 |
| 中国 | 簡体字          | 着 | 图 | 窗 | 北 | 输 | 益 | 众 | 泪 | 丰 | 产 |

| 韓国 | 標準国語 大辞典 | 認 | 氷 | 視 | 絲 | 所 | 海 | 總 | 分 | 畵 | 起 |
| 日本 | 常用漢字        | 認 | 氷 | 視 | 糸 | 所 | 海 | 総 | 分 | 画 | 起 |
| 台湾 | 国字標準 字体   | 認 | 冰 | 視 | 絲 | 所 | 海 | 總 | 分 | 畫 | 起 |
| 中国 | 繁体字 (新字形) | 認 | 冰 | 視 | 絲 | 所 | 海 | 總 | 分 | 畫 | 起 |
| 中国 | 簡体字          | 认 | 冰 | 视 | 丝 | 所 | 海 | 总 | 分 | 画 | 起 |

| 韓国 | 標準国語 大辞典 | 懷 | 竝 | 灣 | 變 | 時 | 讓 | 對 | 兒 | 關 | 鬪 |
| 日本 | 常用漢字        | 懐 | 並 | 湾 | 変 | 時 | 譲 | 対 | 児 | 関 | 闘 |
| 台湾 | 国字標準 字体   | 懷 | 並 | 灣 | 變 | 時 | 讓 | 對 | 兒 | 關 | 鬥 |
| 中国 | 繁体字 (新字形) | 懷 | 並 | 灣 | 變 | 時 | 讓 | 對 | 兒 | 關 | 鬦 |
| 中国 | 簡体字          | 怀 | 并 | 湾 | 变 | 时 | 让 | 对 | 儿 | 关 | 斗 |

| 韓国 | 標準国語 大辞典 | 黃 | 廣 | 兩 | 雨 | 直 | 眞 | 羽 | 習 | 發 | 聖 |
| 日本 | 常用漢字        | 黄 | 広 | 両 | 雨 | 直 | 真 | 羽 | 習 | 発 | 聖 |
| 台湾 | 国字標準 字体   | 黃 | 廣 | 兩 | 雨 | 直 | 真 | 羽 | 習 | 發 | 聖 |
| 中国 | 繁体字 (新字形) | 黄 | 廣 | 兩 | 雨 | 直 | 真 | 羽 | 習 | 發 | 聖 |
| 中国 | 簡体字          | 黄 | 广 | 两 | 雨 | 直 | 真 | 羽 | 习 | 发 | 圣 |

## 国字（韓国）
韓国においても日本の国字（和製漢字）に相当する朝鮮製漢字（국자・國字）がある。韓国の国字は既に存在している漢字の音で表現できない音を表すことが出来るように作られた文字、吏読などで使われた慣用句を書くため作られたもの、そして韓国の固有の文化の概念を表す文字などで区分される。それ以外に既存の字に新たな音とか訓を付けて使用することもある。
漢字の下に乙の字が挿入された字は、「乙」がハングルの ㄹ (/l/) に形が似ていることを利用し、既存の漢字（多くは意符になる）の下部に置くことで、その字音の音節末に /l/ 音を付加するという（結果、/l/ 音で終わる単音節固有語で読まれる）造字法が行われた。
なお、中国語圏においては日本の国字同様旁に沿った音を当てている。参考にそれらも併記する。

### 新製の文字
| 国字                               | ハングル表記 | 拼音     | 意味                              |
| ---------------------------------- | ------------ | -------- | --------------------------------- |
| 畓                                 | 답 /dap/     | jiā      | 水田（韓国で田は畑の意味）        |
| 媤                                 | 시 /si/      | sī       | 主人の家                          |
| 曺                                 | 조 /jo/      | cáo      | 姓の一つ（曹の略字）              |
| 㕦/夻                              | 화 /hwa/     | huà      | 鱈,怒り                           |
| 巭                                 | 부 /bu/      | bu, pu   | 労務者（功夫の合字）              |
| 頉                                 | 탈 /tal/     | yí       | 変事/病気                         |
| 囍                                 | 희 /hui/     | xǐ       | 嬉しさ/長寿を祈ること（囍とは別） |
| 䭏                                 | 편 /pyeon/   | （なし） | 餅                                |
| 哛（「叱」は「ㅅ」。口訣、ㅽ参照） | 뿐 /ppun/    | fēn      | …だけ/…まで                       |
| 䢘                                 | 수 /su/      | （なし） | 辺境                              |

### 既存の字に固有の部分を添加
| 国字                                     | ハングル表記 | 拼音 | 意味                                         |
| ---------------------------------------- | ------------ | ---- | -------------------------------------------- |
| 乭（「石」の下に「乙」）                 | 돌 /dol/     | shí  | 石（人名字、例：李世乭）                     |
| 乤（「下」の下に「乙」）                 | 할 /hal/     | xià  | 人名、地名のみに音を表すため使われる字       |
| 乷（「沙」の下に「乙」）                 | 살 /sal/     | shā  | 人名、地名のみに音を表すため使われる字       |
| 乶（「甫」の下に「乙」）                 | 볼 /bol/     | fǔ   | 人名、地名のみに音を表すため使われる字       |
| 乫（「加」の下に「乙」）                 | 갈 /gal/     | jiā  | 人名、地名のみに音を表すため使われる字       |
| 䯩（「高」の下に「巴」）                 | 곱 /gop/     | gāo  | 人名、地名のみに音を表すため使われる字       |
| 厁（「斜」の下に「卩」）                 | 산 /san/     | xié  | 人名、地名のみに音を表すため使われる字       |
| 巪（「巨」の下にハングルの「ㄱ」）       | 걱 /geok/    | jù   | 人名、地名のみに音を表すため使われる字       |
| 㐒（「召」の下に「乙」）                 | 졸 /jol/     | zhào | 人名、地名のみに音を表すため使われる字       |
| 㐎（「文」の下に「乙」）                 | 글 /geul/    | mǒu  | 文                                           |
| 乺（「所」の下に「乙」）                 | 솔 /sol/     | biàn | ブラシ                                       |
| 䎛（「老」の下にハングルの「ㅁ」）       | 놈 /nom/     | lǎo  | 者・ヤツ（接尾辞）                           |
| 㖌（「仇」の下に「ㅅ」を意味する「叱」） | 굿 /gut/     | chóu | グッ（巫が神に供物を供え歌舞で祈り願う儀式） |

### 既存の字に新たな音と訓
| 国字  | ハングル表記 | 意味                                        |
| ----- | ------------ | ------------------------------------------- |
| 釗    | 쇠 /soe/     | 鉄（人名字、元の意味は力を尽くすこと）      |
| 串    | 곶 /got/     | 岬                                          |
| 旀/㫆 | 며 /myeo/    | …ながら/…であって（元は弓を射ることの意味） |

## 略字（韓国）
略字（朝鮮語: 약자、ヤクチャ）は韓国の民間で使用されており、日本の新字体に近い。韓国では標準字形の正字より簡略化された漢字を「略字」と総称している。
「权」（権）のように中華人民共和国やシンガポールの簡体字と同じものもあり、あるいは「䴡」（麗）のように簡体字や新字体に使われないものもある。
「竜」のように古字に属するものや、「」（無）のように草体の変形であるものもある。法的地位として、一部の略字は正字と共に韓国の人名用漢字に属する。それ以外のものは公認されていないが、民間では度々用いられている。
社団法人韓国語文会などの一部の漢字能力検定試験では、正字の代りに略字を書くことを許容している。韓国語文会の場合、一部の問題を「略字の筆記」に割り当てていてしばしば使われる略字を準公式的に認めている。
韓国文教部（今の教育部）では1967年11月に、当時1,300字の常用漢字のうち542字の「漢字略字試案」を国語審議会に提出したことがあるが、急進的な簡略化に反発を買い試案を撤回した。続いて文教部は同年12月に215字の改定試案を同会に提出し、審議を経て6字の字体を直して17字を正字に戻した198字の案を確定した。しかし、ハングル専用を主張する6人の委員が審議途中で退場し、採択の可否を決められないまま散会した。
韓国語文会は1981年、新聞活字の可読性を向上することを目標に、上記の文教部の議論に踏襲して再び略字制定に着手した。6回の審議を経て計181字の略字が『語文研究』30号に発表され、言論機関と印刷業界に該当略字案の採択が勧告された。朝鮮日報はこのうち90字の略字を採択し、「㭗」「灵」の2字を「欝」「霊」に変更して1983年4月から10年間紙面に適用した。その一覧は次のとおり。
| 價—価 | 繼—継 | 獨—独 | 禮—礼 | 攝—摂 | 肅—粛 | 譯—訳 | 轉—転 | 澤—沢 |
| 區—区 | 舊—旧 | 當—当 | 灣—湾 | 數—数 | 蠅—蝿 | 豫—予 | 囑—嘱 | 廢—廃 |
| 國—国 | 覺—覚 | 膽—胆 | 蠻—蛮 | 濕—湿 | 辭—辞 | 醫—医 | 廳—庁 | 劃—㓰 |
| 廣—広 | 觀—観 | 讀—読 | 賣—売 | 燒—焼 | 釋—釈 | 餘—余 | 總—総 | 學—学 |
| 據—拠 | 關—関 | 黨—党 | 寶—宝 | 絲—糸 | 隨—随 | 鬱—欝 | 處—処 | 擴—拡 |
| 擧—挙 | 團—団 | 亂—乱 | 發—発 | 續—続 | 圍—囲 | 傳—伝 | 蟲—虫 | 會—会 |
| 權—権 | 圖—図 | 戀—恋 | 邊—辺 | 纖—繊 | 壓—圧 | 劑—剤 | 觸—触 | 獻—献 |
| 歐—欧 | 對—対 | 壘—塁 | 實—実 | 繡—𫃯 | 應—応 | 濟—済 | 遞—逓 | 畵—画 |
| 毆—殴 | 擔—担 | 樓—楼 | 壽—寿 | 繩—縄 | 與—与 | 蠶—蚕 | 鐵—鉄 | 繪—絵 |
| 歸—帰 | 斷—断 | 獵—猟 | 屬—属 | 聲—声 | 譽—誉 | 證—証 | 擇—択 | 號—号 |

## 「文字戦争」

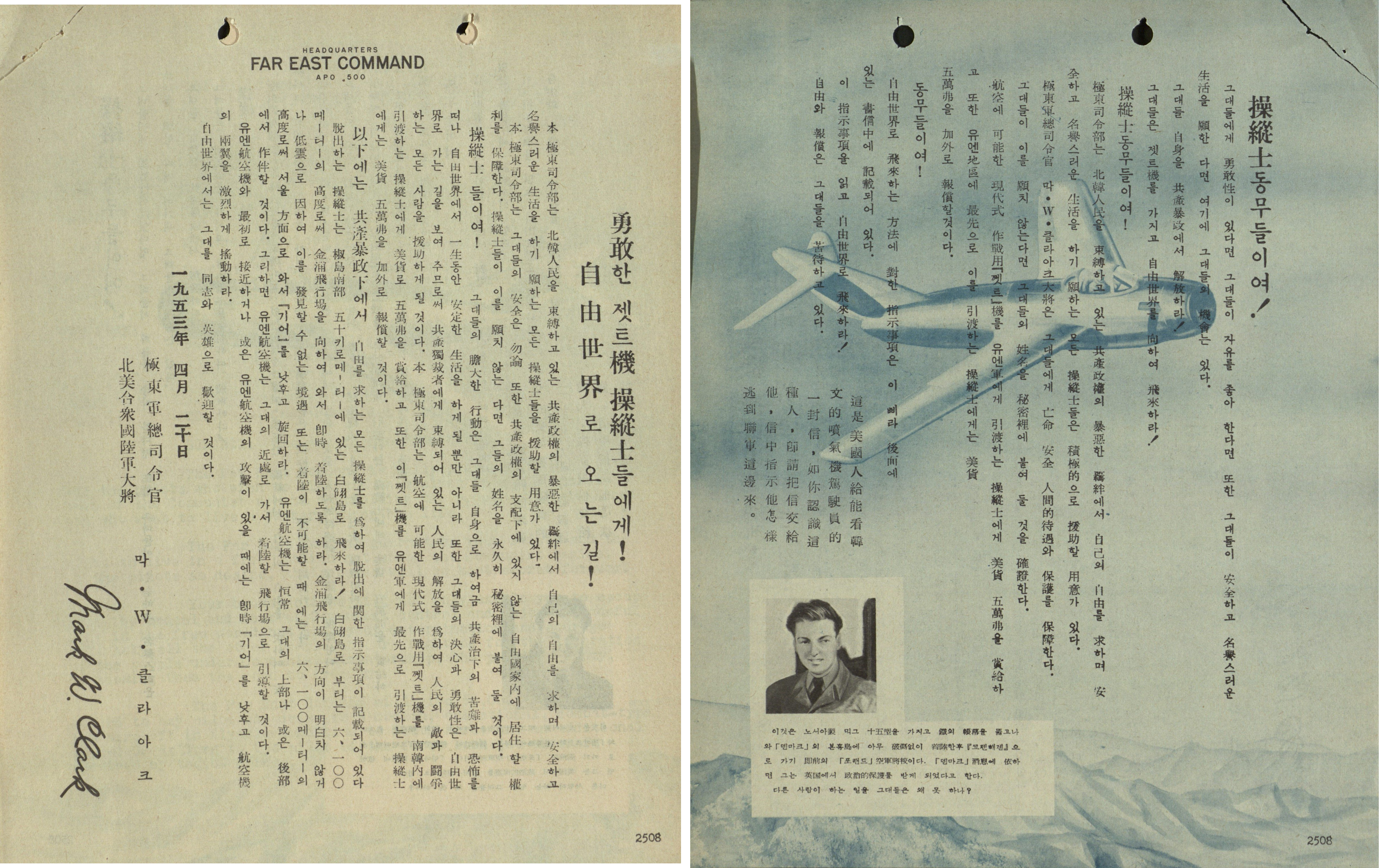
朝鮮戦争の際に、米軍によって作成された宣伝ポスター。漢字とハングルが混用されている。

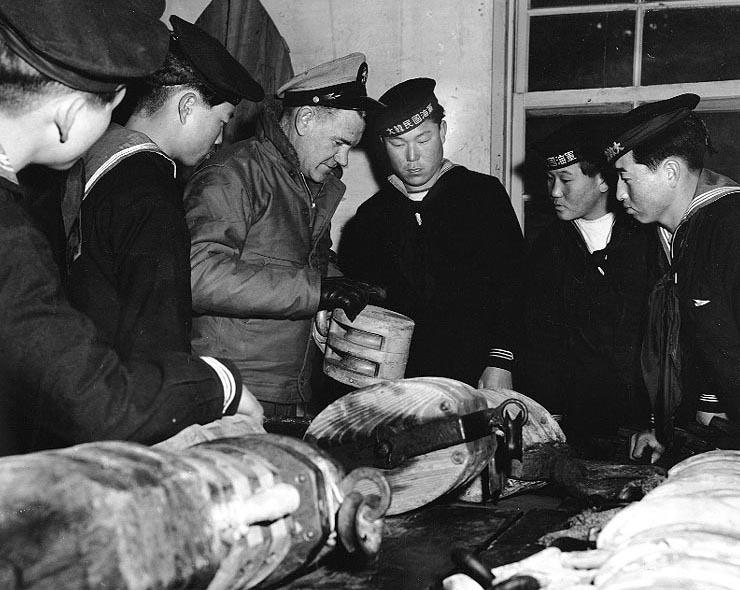
韓国海軍のかつての軍服の帽子のペンネントには「」と漢字が書かれていた。現在は「」とハングルに変更されている。

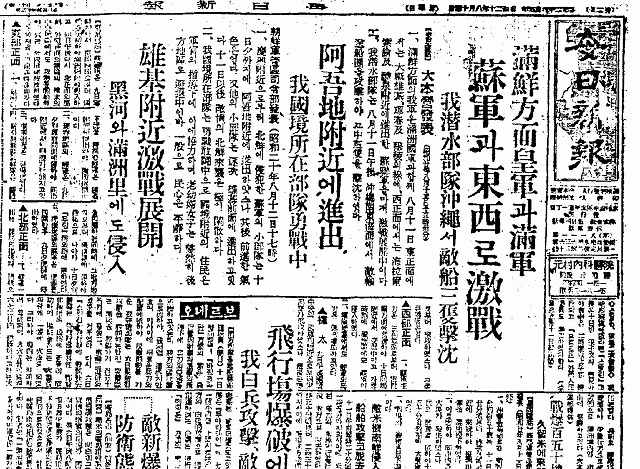
日本統治時代の朝鮮で発行された、ハングルと漢字で書かれた新聞（1945年8月14日）。

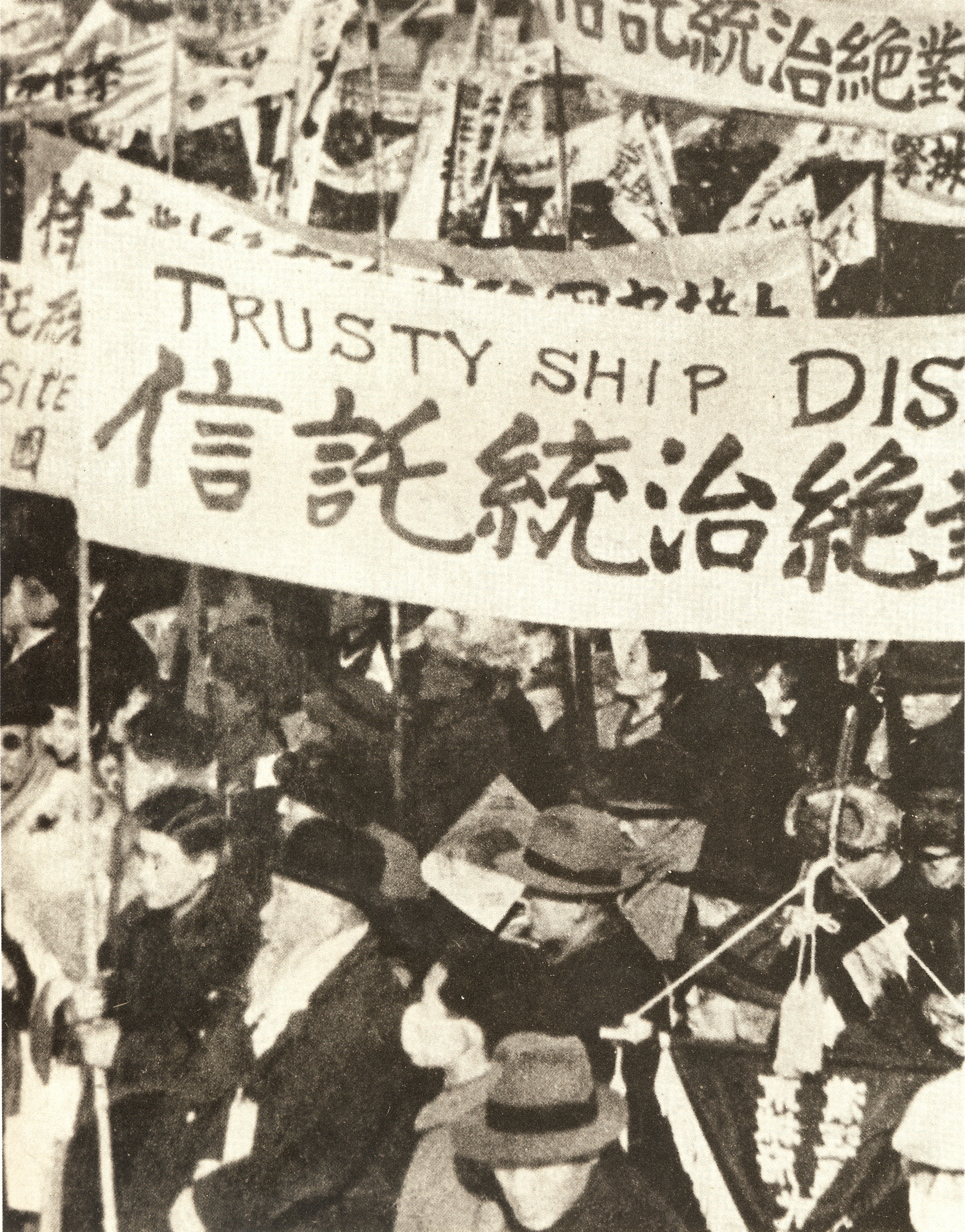
第二次世界大戦の終結後、連合国による信託統治構想に抗議する朝鮮人たちのデモ行進。漢字（一部「絶」など新字体と同形→「絕」）や英語はあるが、ハングルは見られない。

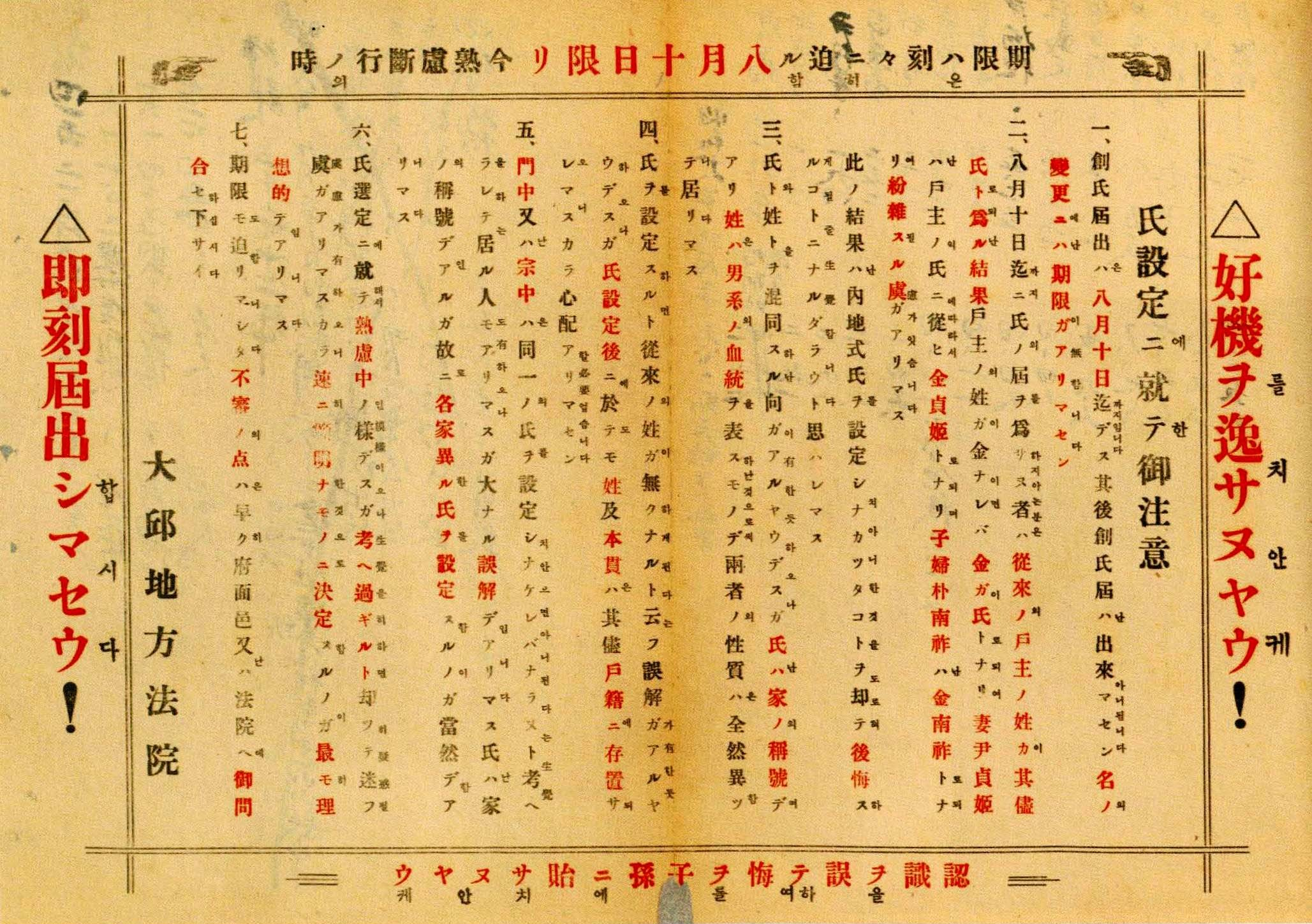
日本統治時代の朝鮮での創氏の法院公告。片仮名を読めない人のために、ハングルが振り仮名として振られているが、一方で漢字には振り仮名がない。

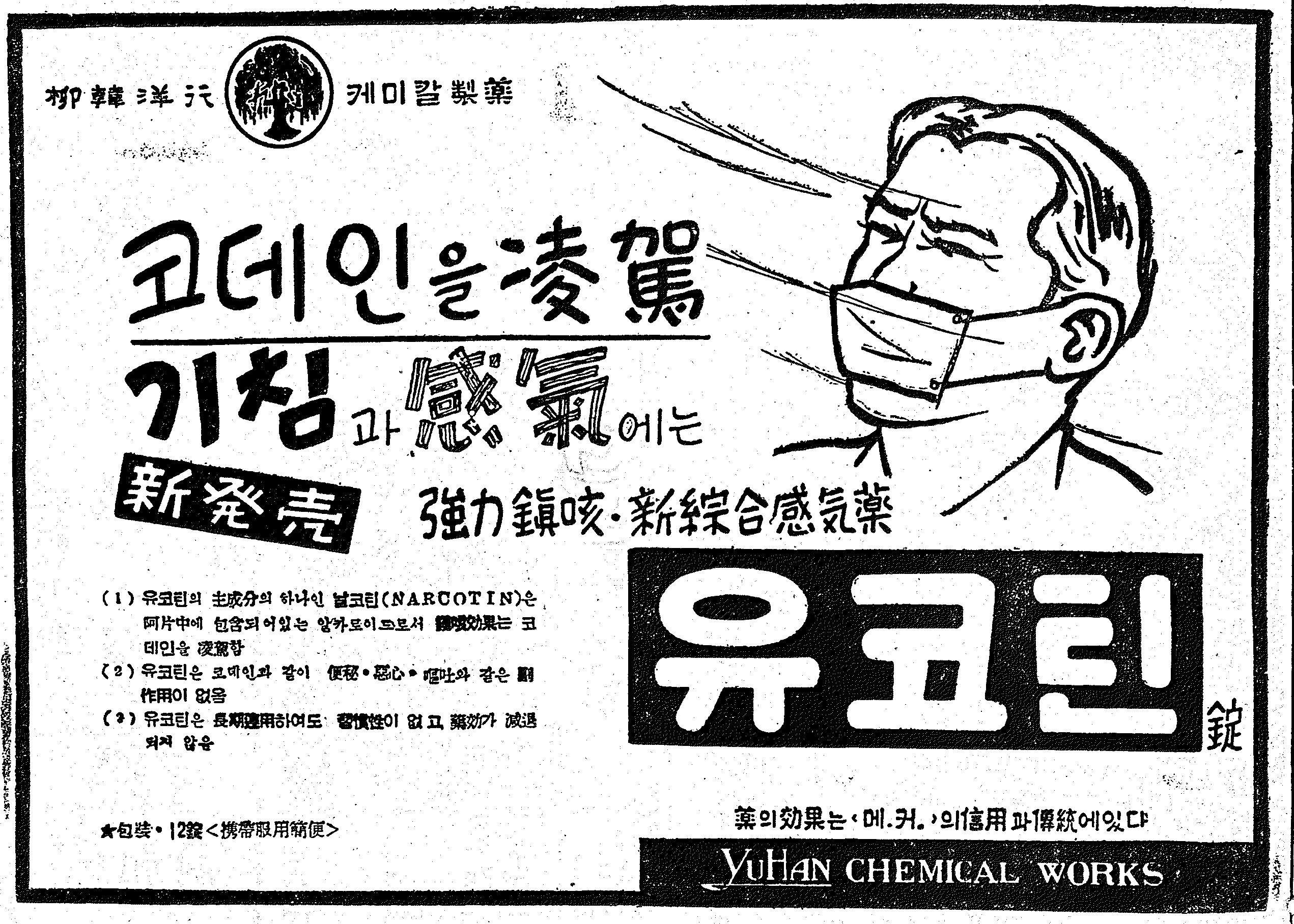
柳韓洋行の風邪薬の広告（1959年）
新字体と同形の字が含まれている。

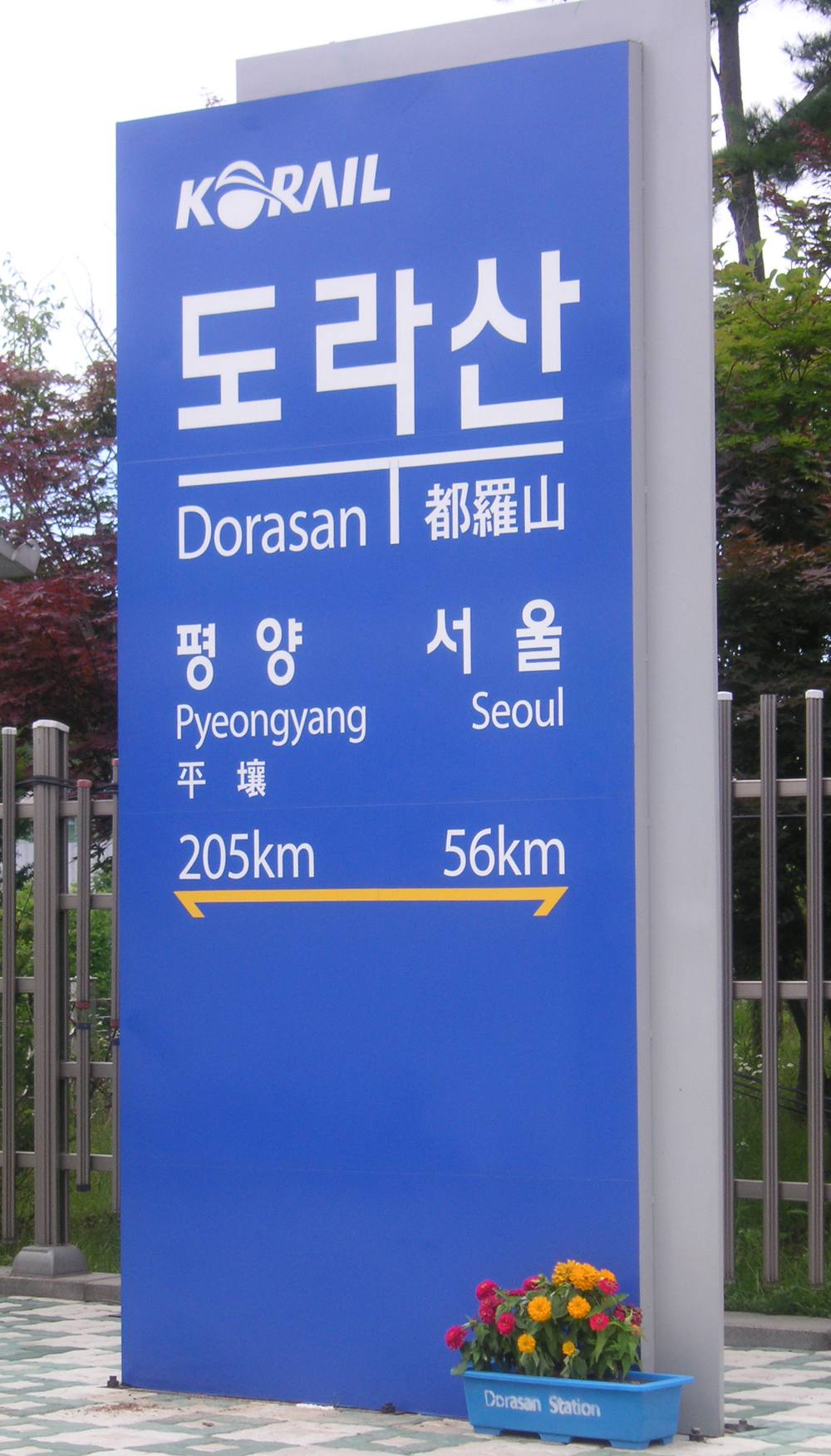
都羅山駅の駅名標

ハングル専用か漢字混用か。世論調査でも国論を二分している韓国にあっては政治家も争点にすることに難色を示し、独立以来続いているこの論争を、月刊朝鮮は「五十年文字戦争」（1998年当時）と名付けた。
李氏朝鮮時代には、漢字の知識の有無が知識人と大衆を分け隔てる一線とされた。李朝末期に一部の民族主義団体がハングル振興運動を起こし（「ハン-グル（偉大な-文字）」という呼称もその当時に「諺文（オンモン）」という卑称から改められたもの）、日韓併合以降は民間のハングル学会などに引き継がれた。1886年には、朴泳孝ら開化派が発行し井上角五郎らが編集指導に加わった純漢文の新聞、「漢城旬報」の後を継ぎ、彼らによって、漢字とハングル混交文による初めての新聞、「漢城周報」が発行された。
朝鮮における常用の言葉として朝鮮語と漢文の2種が日本統治時代の学校における教科目とされた。漢字を学ぶ漢文は、朝鮮教育令に於いて「朝鮮語及び漢文」という一科目で当初規定されたが、1922年の教育令改正後には独立した二科目となり、漢文は高等科の教科に課され、朝鮮語は普通学校の必須科目として据え置かれた。
第二次世界大戦中には公教育におけるハングルの授業は中止され、1940年には朝鮮日報、東亜日報は廃刊され、ハングルの新聞は毎日新報一紙のみとなった。

### 北朝鮮
朝鮮民主主義人民共和国（北朝鮮）においては公式に漢字が廃止され、チョソングル（ハングル）専用化が徹底されたが、1953年から「外国語教育」の形式により漢字教育を実施している。中等教育6年課程では「普通教育用漢字」が2,000字、大学課程では1,000字が教えられている。
北朝鮮国内では出版物等に漢字が使用されることは皆無であり、人名・地名についても自国語としての漢字表記は存在しない。ただし、国内の大半の地名や要人の人名については日本語・中国語における漢字表記が想定されており、朝鮮中央通信や朝鮮新報の日本語版などでは漢字表記されることが少なくない。
また、地名については日本統治時代の表記と北朝鮮当局側による漢字表記に若干の差異が生じることもある。（例：「下聖」→「下成」、「旺載山」→「王在山」など）
2023年1月、「平壌文化語保護法」が制定され、その中で「傀儡の言葉のカス」（韓国式の韓国語）、「日本語カス」（いわゆる日帝残滓）を排斥する趣旨が書かれているが、第2条、第39条、第42条で漢字の使用や漢字語の表現を抑制する条文が存在する。

### 韓国

#### 漢字教育の廃止
独立後は、日本統治時代に漢字を使用していたことや、中華帝国による古代からの冊封体制への不満といったナショナリズムの台頭により漢字を排斥し、国語をハングルのみで表記しようとする機運が盛り上がった。1948年施行の「ハングル専用に関する法律」（略称: ハングル専用法）により、漢字廃止に法的根拠が付与される。「大韓民国の公文書はハングルで書く。ただし、当面の間、漢字をかっこに入れて使用することができる」が法律の全文だが、「公文書」と「当面の間」の定義、施行規則、および違反者に対する罰則規定が一切ないため、「これは宣言文だけだ」と解釈する法律家もいる。
李承晩の時代には、小学校段階から漢字教育が行われたが、朴正煕は漢字廃止に傾斜を強め、1970年には漢字廃止宣言を発表、普通教育での漢字教育を全廃した。しかし言論界を中心に全廃への反対が強く、1972年には漢字廃止宣言を撤回し、漢文教育用基礎漢字（約1800字）を定め、中学校及び高等学校の「漢文」の教育の一環として漢字教育を復活させた。しかしながら漢文はあくまで選択科目であり、受験にもほとんど関係がなく、実社会でもほとんど使用されない漢字は、学生らの学習動機を呼び起こさなかった。また小学校での漢字教育は禁止され、児童に個人的に漢字を教えた小学校教員は、国策に協力しない者として懲戒免職などの重い処分を受けた。
1980年代半ばから、韓国の新聞・雑誌も、次第に漢字の使用頻度を落とし始めた。2000年より始まった第7次教育課程によって漢字教育は必須ではなくなった。漢字教育をほとんど受けていないハングル世代が多数を占め、漢字を使用した出版物が売れなくなったためである。漢字の使用を禁止するのではなく、漢字教育を禁止することにより、一世代かけて漢字を緩やかに消滅させようとしたのがハングル専用派の狙いだった。実際、一漢字が一音節である朝鮮語にあっては、ハングル専用でも日本語における平仮名専用のように長くならないので、漢字廃止は可能かと思われていた。

#### 漢字復活論争
しかし、朝鮮語の単語の約6割は漢字語であるため、ハングルで書かれた漢字語を文脈で理解するのは非能率的であり、抽象的な学術用語を漢字を念頭に置かずに正確に理解することは困難であるとの批判が起きた。しかしハングル専用派の抵抗も根強く、小学校での漢字教育義務付けや若年層での漢字使用日常化は実現されていない。このため現在、漢字の必要性を感じる韓国人は自己負担で子供を漢字塾に通わせている。ただ、ソウル市江南区と瑞草区教育庁では2008年10月から区内の小・中学校に通う小・中学生を対象に漢字教育を実施している他、鍾路区でも区内の小学生を対象とした漢字教育を2009年から実施するなど、地域教育庁レベルで小学校における漢字教育を推進する動きもある。
ハングル専用派（中心はハングル学会）の主張は"日本の漢字語と異なり、同音異義語があまりない韓国の漢字語はハングルだけで表記すれば充分で、一般大衆に理解して難しい学術用語は理解しやすい漢字語や固有語に直せばなること（国語純化運動）"が核心である。
漢字復活派が「漢字教育を確実に行えば、全ての学術用語は見ただけで理解できる」と主張するのに対し、ハングル専用派は"漢字語の大半はハングルのみで書いても意思疎通にまったく問題ない。 漢字を確認してこそ意味を知ることができる専門用語は、ほとんど日本の学界が西欧の用語を日本式漢字語に翻訳したものをそのまま写して、その意味が韓国式漢字語とよく通じないからなので、これを整える努力が先行しなければならない"と反論した。
2005年1月に国語基本法が制定され、公文書における漢字のかっこ内使用は、大統領令が定める場合に限定されることとなった。しかし、その一方で2009年1月には、国務総理経験者20名が連名で「小学教育過程における漢字教育実施の建議書」を大統領府に提出した他、国会議員の大部分も小学校段階での漢字教育導入に前向きな姿勢を示すなど、漢字教育の必要性を訴える声が大きいのも事実である。
韓国人の中では国際競争力の面から漢字教育を肯定的にとらえる意見もある。漢字が読み書きできれば、中国や台湾、香港はもちろん、日本、シンガポールなどで筆談による意思疎通が可能であり、東アジアでの共通文字である漢字を捨てることは国際競争力を弱めるという主張である。実際に国語能力の低下が業務能力における問題点として浮上してきており、こうした観点から、就職試験に漢字を課したり、漢字能力検定試験合格者を優遇する企業が増えてきている。なお大韓商工会議所主催の漢字検定の受験者は2007年の4457人から2009年には5万6391人と急激な伸びを示している。
韓国社会では、いわゆる漢字復活論は、朝鮮日報、東亜日報、中央日報など保守新聞が主導的にイシューを取り上げ、壮年老年層と漢字に慣れた既得権層が支持する傾向を見せているために表向きには保革、世代葛藤で映し出されたりするが、韓国の膨張した学外教育市場と出産率低下に伴う学齢人口の減少などによって、危機に直面した漢字関連教育市場が危機を打開するための経済的動機がこのような現象の実質的な原因である。
2014年10月、漢字教育の重要性を主張してきた朴槿恵政権は2018年より小学3年生以上の教科書で漢字を併用する形で漢字教育を復活させることを決定したが、ハングル関連団体からの反発が上がり、韓国教育部は漢字併記から脚注での表記などに変更することを発表した。その後も漢字論争が絶えないことから2018年1月9日、韓国教育部は施策の白紙化を表明、事実上の廃案となった。
2020年12月2日、国民の力の金睿智議員ら国会議員10人が共同で、初等学校（小学校）の教科書に漢字を併記することができる内容が盛り込まれた初中等教育法の一部改正案を提出し、再び漢字論争が起こった。
2000年に漢字教育が必須でなくなり20年以上が経過し、漢字がわからない若年層が同音異義語を区別できずに意思疎通に支障をきたし始めているという指摘がなされている。国立国語院が行った調査の中で、報道で使用される言葉の意味がわからず困ったことがあるという回答が2015年の5.6％から2020年には36.3％と6倍以上に増えており、その理由として回答者の約半数（46.3％）が難易度の高い漢字であることを理由に挙げている。
KBSニュースでは、以前は「北」「中」「日」「美」「獨」「軍」「尹」「文」「靑」（青瓦台）などの固有名詞は漢字表記（1文字）のことが多かったが、2023年夏現在はほぼハングル表記に変更されている。

## 漢文教育用基礎漢字（韓国）
漢文教育用基礎漢字とは、韓国文教部が1972年に公布し、2000年と2007年に改正した、中学校、高等学校の教育で用いる1800字の漢字をいう。
韓国「家族関係の登録等に関する規則」第37条によれば、韓国の家族関係登録簿に名を漢字で登録するには、その漢字は漢文教育用基礎漢字または別途定める人名用漢字表（韓国）にある漢字でなければならない。

## 国際漢字会議と漢字統一の動き
国際漢字会議は、韓国主導の下1991年に初めて開催された。これは韓国、日本、中国、台湾など各国において異なる漢字の字体を統一しようと、常用漢字の字数を定め、字体の標準化を図ることが目的であった。しばらく大きな動きはないものの、2007年11月には中国の北京で開かれた会議では、正字（香港や台湾の繁体字や日本の旧字体）を中心として一部のみ簡体字を認め、5000 - 6000字の字体を統一した「標準字」を定めていくことで合意したと報じられた。ただし、中華人民共和国教育部は「そのような事実はない」と否定しているとの報道もあった。
2006年から始まった日中韓賢人会議（日本経済新聞社〈日本〉、新華社〈中国〉、中央日報〈韓国〉主催、第1回ソウル）は2013年第8回会議で共通基本800漢字を公表した。これは、日本は常用漢字表をベースに、中国は現代漢語常用字表をベースに、韓国は教育用基礎漢字表をベースに選定された。
2014年4月に中国の江蘇省揚州市で開かれた第9回日中韓賢人会議では正式な808字の「日中韓共同常用八百漢字表」が発表され、参加した有識者から活用を求める声が相次いだ。この常用漢字表はまだ使用する漢字を定めただけで各国で使われる漢字の字体を統一するものではない。

## 文字コード

### KPSコード
北朝鮮で使われる文字コード KPS 9566 には漢字が含まれる。

### KSコード
韓国産業標準の文字コードはハングルだけでなく18,217字の漢字を収録している。
- KS X 1001 (K0) - 漢字4,888字[注 8]
- KS X 1002（英語版、朝鮮語版） (K1) - 漢字2,856字
- KS X 1027
  - KS X 1027-1 (K2) - 漢字7,911字
  - KS X 1027-2 (K3) - 漢字1,834字
  - KS X 1027-3 (K4) - 漢字172字
  - KS X 1027-4 (K5) - 漢字404字
  - KS X 1027-5 (K6) - 漢字152字

#### 各IMEの対応

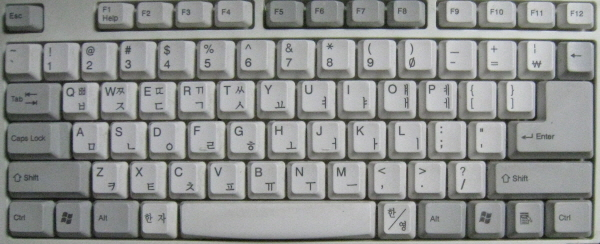
サムスンのPCキーボード。スペースキーの左側に漢字(한자)キーがある(Samsung K652V)。

| OS              | 漢字変換              | 変換方法                          | 辞書の作成 |
| --------------- | --------------------- | --------------------------------- | ---------- |
| Windows(MS-IME) | 対応                  | 漢字(한자)キー(1文字ずつ)         | 可能       |
| macOS           | 対応                  | ⌥ Optionキー+Returnキー(単語単位) | 可能       |
| iOS/iPadOS      | 要サードパーティーIME | —                                 | —          |
| Android         | 要サードパーティーIME | —                                 | —          |
| UNIX(GNOME)     | 要サードパーティーIME | —                                 | —          |